# Kati (Buchreihe)
Kati ist eine Romanreihe der schwedischen Schriftstellerin Astrid Lindgren. Erzählt wird die Geschichte von Kati, einer jungen Frau, die zunächst nach Amerika, dann nach Italien und Paris reist.

## Personen

### Kati
Kati ist 21 und arbeitet als Stenotypistin in einem Büro in Stockholm. Seit Kati im Alter von sechs Jahren ihre Eltern verlor, wohnt sie bei ihrer Tante.

### Eva
Eva ist die beste Freundin von Kati. Sie stammt aus der Kleinstadt Åmål, die als Inbegriff von Langeweile und Provinzialität dargestellt wird. Mit 20 zog sie nach Stockholm. Dort arbeitet sie gemeinsam mit Kati in einem Büro. Im Alter von 22 reist Eva mit Kati nach Italien und später nach Paris. Eva ist blond, geschmeidig, sehr gesprächig und schlagfertig. Sie verliebt sich schnell, verliert aber genauso schnell wieder das Interesse.

### Tante Wilhelmina
Kati wächst bei ihrer Tante Wilhelmina auf. Sie hat eine sehr ambivalente Beziehung zu Wilhelmina. Einerseits liebt sie diese abgöttisch, andererseits wünscht sie sich unabhängig von ihr zu sein. Tante Wilhelmina, die von Kati einfach nur Tante genannt wird, sieht in Kati immer noch das kleine, liebe, hilflose Kind, das nach dem Tod ihrer Eltern zu ihr kam. Daher regelt sie alles für Kati, auch als diese längst erwachsen ist. Katis Tante ist etwas altmodisch und sehr gläubig. Sie wirkt auf den ersten Blick sehr streng, ist aber sehr lieb. Daher nimmt sie ihr Versprechen, sich um Kati zu kümmern, das sie Katis Mutter auf dem Totenbett gab, sehr ernst. Als Wilhelmina erfährt, dass Kati nach Amerika möchte, möchte sie mitreisen, auch um Kati zu beschützen. Später bleibt sie dort, um ihre Jugendliebe Andrew zu heiraten. Auch von Amerika aus hält sie noch zu Kati Kontakt und unterstützt diese. Zum Beispiel steuert sie Geld für Katis Italienreise bei.

### Jan
Jan ist ein junger, vielversprechender Architekt, der jedoch nicht viel Geld hat. Er beginnt mit Kati auszugehen, als sie 19 Jahre alt ist. Später erzählt er Kati von seinen Trips nach Amerika, weshalb Kati gerne selbst dort hinreisen möchte. Während Jan Kati liebt, ist sich Kati ihrer Gefühle nicht sicher.

### Lennart Sundman
Lennart ist ein Jurist aus Stockholm. Lennart wuchs in der Nähe des Kamholmsfjords auf, danach zog er mit seinen Eltern zur Westküste. Als Einzelkind liebt er Tiere, insbesondere Hunde, sehr. Sein Vater starb während seiner Jugend und so hat Lennart nur noch seine Mutter. Er ist sehr dunkel mit südländisch brauner Haut. Lennart wird als intelligent, ruhig, aufrichtig und zärtlich beschrieben. Er lacht viel, hat aber gleichzeitig einen schwermütigen und kindlichen Zug. Kati lernt Lennart auf der Reise nach Italien kennen. Die beiden verlieben sich und wollen in Paris heiraten.

### Peter Björkman
Peter Björkman ist ein reicher Geschäftsmann und verkauft Druckmaschinen. Peter ist groß und kann gut tanzen. Peters Vater liebte nur eine Frau, seine Mutter. Diese betrog ihn jedoch ständig. Als sie starb, trauerte Peters Vater sich fast zu Tode. Peter möchte nicht dieselben Erfahrungen machen und sich nicht auf eine Frau festlegen. Von einer Hochzeit hält er daher nichts und er sucht Abwechslung bei Frauen. Das ändert sich jedoch, als er Eva kennenlernt.

### Andrew
Andrew ist eine Jugendliebe von Katis Tante Wilhelmina. Als die beiden sich in Amerika wieder treffen, macht Andrew Wilhelmina einen Heiratsantrag. Wilhelmina beschließt daraufhin in Amerika zu bleiben.

## Handlung der Romane
Kati in Amerika spielt im Jahr 1949. Zu dieser Zeit gab es in Amerika noch die Rassentrennung, welche auch in Lindgrens Roman Kati in Amerika eine große Rolle spielt.  Kati in Italien spielt auch im Jahr 1949, der 29. September ist ein Donnerstag. Hier ist Kati 22, aber kein ganzes Jahr älter, sie fährt mit 21 Jahren im April 1949 für mehrere Monate in die USA; da sie im Mai geboren ist, wird sie im Laufe der Reise 22. Sieben Monate nach diesen Ereignissen beginnt Kati in Paris, wo im April 1950 Kati und Lennart in der Schwedischen Botschaft heiraten. Im Februar 1951 kommt Katis Sohn zur Welt.

### Kati in Amerika
Als Katis Freund Jan ihr von seinen Amerikareisen berichtet, möchte Kati unbedingt auch dorthin. Da Tante Wilhelmina, bei der Kati seit dem Tod ihrer Eltern lebt, Kati nicht allein reisen lassen möchte, machen sich die beiden zusammen auf den Weg.
In New York trifft Kati auf Mr Bates. Dieser hat am selben Tag seine Köchin und sein Hausmädchen verloren und braucht jemanden, der für seine zwölf Gäste am Abend kocht. Wilhelmina hilft aus. Über Mr Bates’ Tochter Marion lernt Kati Bob kennen, mit dem sie von nun an Roadtrips unternimmt. Von Bob hält Wilhelmina nicht viel, nimmt aber notgedrungen an dem Roadtrip teil.
Als Kati sieht, wie Afroamerikaner in den Südstaaten der USA behandelt werden, ist sie schockiert. So gibt es Sitzordnungen in Bussen, Afroamerikaner wohnen in schlechten Gegenden, sie sind außerdem eher arm, haben einen schlechteren Zugang zu Arbeit und Bildung, dürfen keine Restaurants oder Konzerte für Weiße besuchen usw. Ein Droschkenchauffeur erzählt ihr, dass ein „guter Neger nur ein Neger ist, der anderthalb Meter unter der Erde liegt“. Auch einige ihrer neuen Freunde meinen, dass die weiße Rasse ihre Oberherrschaft behalten soll, dass sie nie einem Schwarzen die Hand geben geschweige denn mit ihm essen gehen würden. Kati versucht sich für diese Menschen einzusetzen, trifft aber auf Widerstände in der Gesellschaft und bei ihren Freunden. Daneben wird Kati auch mit den rassistischen Einstellungen ihrer Tante konfrontiert, die glaubt sie in Chinatown an einen chinesischen Mädchenhändler zu verlieren, aber vor einem gewöhnlichen Mädchenhändler mit weißer Hautfarbe keine Angst hat.
Nachdem Kati auch Bobs Familie kennengelernt hat, trennen sich Bobs und Katis Wege. Während Wilhelmina froh ist, Bob nicht mehr sehen zu müssen, vermisst Kati ihn anfangs. Später jedoch genießt sie die weiteren Reisen zum Mississippi und nach New Orleans. Dort lernt sie den Reiseführer John Hammond kennen, mit dem sie abends tanzen geht.
In Chicago treffen Kati und Wilhelmina auf Katis Onkel Elof, der mit 22 Jahren nach Amerika ausgewandert ist. Dieser lädt die beiden zu sich nach Hause ein. Dort trifft Wilhelmina auf Andrew, den sie noch von früher kennt. Die beiden verlieben sich und möchten heiraten. Wilhelmina bleibt in Amerika. In New York trifft Kati zum letzten Mal auf Bob, bevor sie ihre Heimreise nach Schweden antritt. Nach ihrer Ankunft erwartet sie Jan auf dem Flugplatz.

### Kati in Italien
Da Katis Tante nicht mit ihr zurück nach Schweden gekommen ist, hat Kati nun eine Wohnung für sich allein. Jan möchte mit Kati zusammenziehen und heiraten. Diese hat jedoch ihre Zweifel. Es stört sie, dass Jan immer wieder versucht, sie anders zu machen, als sie ist. Wenn sie lustig ist, findet er sie zu albern, gleichzeitig darf sie aber nicht zu ernst sein. Sie bittet Jan um ein Jahr Bedenkzeit. Als Jan einwilligt, fragt sie direkt ihre beste Freundin Eva, ob diese bei ihr einzieht. Eva und Kati lernen schon bald ihren neuen Nachbarn Albert kennen, mit dem sie viel Zeit verbringen.
Als Kati und Eva 3000 Kronen gewinnen, beschließen sie nach Italien zu reisen, sehr zum Missfallen von Jan. Schon wenig später sitzen sie im Zug nach Italien. In Italien erleben sie viele Abenteuer, so stürmen sie ungewollt die 70. Geburtstagsfeier einer Dänin oder unternehmen eine abenteuerliche Fahrt mit einem Taxi.
In Venedig trifft Kati auf den Stockholmer Lennart Sundman. Sie ist gleich fasziniert von dem gutaussehenden, südländisch wirkenden Mann. Die beiden machen eine wunderschöne Gondelfahrt. Jedoch verlieren sich die beiden im Gedränge auf der Piazza und finden sich nicht mehr wieder.
Obwohl Kati meint, Lennart für ewig verloren zu haben, glaubt sie, dass er ihre wahre Liebe ist. Sie schreibt Jan in einem Brief, dass sie sich von ihm trennt. Kati und Eva reisen nach Florenz. Als sie sich in einem Juweliergeschäft Verlobungsringe ansieht, trifft Kati ganz plötzlich wieder auf Lennart. Die beiden verbringen viel Zeit zusammen und Lennart fährt Kati in seinem Auto umher. Während Kati sich ihrer Gefühle für Lennart sicher ist, fragt sie sich, ob er sie erwidert. In Rom meldet sich Lennart nicht wie versprochen. Stattdessen erhält Kati einen lieben Brief von Jan. In diesem erklärt er, dass er hofft, dass sie jemand anderes gefunden habe, der sie glücklicher mache, als er es je konnte. Trotzdem hoffe er, dass sie doch mit Wärme an die gemeinsame Zeit denken würde. Das tut Kati, jedoch sehnt sie sich auch immer mehr nach Lennart.
Als Eva eines Abends wegen Kopfschmerzen nicht ausgehen möchte, verbringt Kati den Abend gemeinsam mit einem anderen Reisenden. In einem Lokal entdeckt sie Eva und Lennart, die gemeinsam dort sitzen und lachen. Entsetzt und zutiefst enttäuscht rennt Kati hinaus. Am nächsten Tag fahren Kati und Eva nach Neapel. Dort spricht Kati Eva auf die Begegnung mit Lennart an. Eva erzählt ihr, dass Lennart angerufen habe, als Kati weg war und sie ihn wegen Kati nicht laufen lassen wollte. Sie habe sich mit ihm getroffen und ihn dazu überredet seine Reisepläne zu ändern.
Plötzlich steht Lennart vor den beiden. Kati und Lennart verbringen eine Zeit gemeinsam. Völlig überraschend fragt Lennart Kati, ob sie ihn heiraten möchte. Er hat ihr die Verlobungsringe gekauft, die sie sich schon in Florenz anschaute. Kati willigt ein.

### Kati in Paris
Sieben Monate nach Lennarts Heiratsantrag reisen Kati und Lennart nach Paris, um dort zu heiraten. Sie heiraten in einer kleinen Kapelle. Nach ihrer Hochzeit reisen Eva, Lennart und Kati gemeinsam ein wenig durch Paris und schauen sich die Stadt genauer an.
Im Café Flore treffen sie auf den Schweden Peter Björkmann. Dieser interessiert sich insbesondere für Eva. Eva möchte jedoch zunächst lieber etwas mit Henri Bertrand, einem Studenten aus dem Nachbarzimmer im Hotel, unternehmen. Bei einem gemeinsamen Abendessen erzählen sich Eva und Peter, dass sie beide Abwechslung suchen und nicht heiraten wollen. Es freut beide, dass sie ähnlich denken. Eva erzählt von Henri Bertrand, während Peter meint, dass er sich momentan für Eva interessiere, das aber vorbeigehen würde. Am Abend tanzt Eva mit Peter und ist begeistert. Sie lässt ihn danach jedoch häufig links liegen.
Zurück in Stockholm, ziehen Lennart und Kati in ihre eigene gemeinsame Wohnung, die sich direkt gegenüber von Evas Wohnung befindet. Eva weint, als sie allein in ihre Wohnung zurückkehrt. Doch sie wird von Kati und Lennart oft eingeladen. Später kommt auch Peter häufiger zu Besuch. Er erzählt Kati, dass er zwar immer Abwechslung brauche, aber es mit Eva anders sei, da sie ihm diese Abwechslung immer biete und er deshalb auch noch in sie verliebt sei. Er würde sie sogar heiraten wollen.
Derweil haben Lennart und Kati erstmals mit kleineren Streitigkeiten zu kämpfen. In der Stadt trifft Kati plötzlich auf Jan. Die beiden treffen sich in einem Café und Jan zeigt Kati seinen Verlobungsring. Als Lennart von dem Treffen erfährt, verlässt er wutentbrannt die Wohnung, kommt jedoch später wieder und die beiden vertragen sich.
Bald darauf gesteht Peter Eva seine Liebe, sie weist ihn jedoch ab. Peter beschließt zunächst nicht mehr bei Lennart und Kati vorbeizuschauen, da er dort auf Eva treffen könnte. Einige Monate später ist Eva sehr verändert: Sie weint viel und bleibt oft allein in ihrer Wohnung.
Währenddessen wird Kati schwanger und bereitet sich auf die Geburt vor. Einige Zeit später steht Peter vor Lennarts und Katis Tür. Er sagt, dass er die beiden vermisst hat, und kommt herein. Kurz darauf kommt auch Eva in die Wohnung. Als diese Peter sieht, wird sie kreidebleich. Die beiden sprechen miteinander und Eva gesteht sich ein, vielleicht auch in Peter verliebt zu sein. Die beiden wollen es miteinander versuchen. Bald darauf bekommt Kati ihren ersten Sohn.

## Hintergrund
1949 fragte die Verlegerin von Bonnier Astrid Lindgren, ob diese eine Reihe von Reisegeschichten für das Magazin Damernas värld schreiben könne. Als Lindgren die Geschichten geschrieben hatte, wollte die Verlegerin die Erzählungen auch in Buchform veröffentlichen. Die Geschichten, die ursprünglich für erwachsene Leser gedacht waren, wurden zu einer Reihe von drei Mädchenromanen umgeschrieben. Es gab hierbei aber nur kleinere Änderungen. So wurde eine kritische Passage über die katholischen Bräuche, einige Interaktionen zwischen Kati und ihrer Tante, sowie einige Beschreibungen der Landschaften in Südfrankreich gestrichen.
Die schwedischen Ausgaben erschienen 1950 (Kati in Amerika), 1952 (Kati in Italien) und 1953 (Kati in Paris). Else von Hollander-Lossow übersetzte die Ausgaben auf Deutsch, die zwischen 1952 und 1954 erstmals auf dem deutschen Markt erschienen. Die schwedischen Ausgaben wurden von Margit Uppenberg unter ihrem Pseudonym Gobi (Kati i Amerika und Kati på Kaptensgatan) und von Maivor Persson Malm (Kati i Paris) illustriert. Den Schutzumschlag der ersten deutschen Ausgaben gestaltete Eva Kausche-Kongsbak. Spätere Ausgaben illustrierte Werner Labbé.
Kati in Amerika beruht auf Astrid Lindgrens eigenen Erfahrungen in Amerika. Bei einer Reise nach New Orleans erlebte Lindgren den Rassismus gegenüber dunkelhäutigen Menschen mit eigenen Augen. Weiße wollten keinem Schwarzen die Hand geben. Ein weißer Taxifahrer erklärte: „Ein guter Neger ist ein Neger, der fünf Fuß unter der Erde liegt.“ („en bra neger, det är en neger som ligger fem fot under jorden.“) Astrid Lindgren war schockiert. Ihre Protagonistin Kati macht in dem Buch ähnliche Erfahrungen. Auch andere eigene Erfahrungen verarbeitete Lindgren in ihrem Buch. So sperrt sich ihre Protagonistin einmal mit einem Topf Kartoffeln auf dem Herd aus. Sie erklimmt die Fassade im fünften Stock und klettert durch das Küchenfenster in die Wohnung. Lindgren hatte das selbst einmal erlebt. In Kati in Italien und Kati in Paris verarbeitete sie Erfahrungen aus Reisen mit ihrem Ehemann nach Italien und Frankreich.
In einem Briefwechsel mit einer Leserin antwortet Astrid Lindgren, dass sie sich mit 19 bis 20 Jahren nicht wirklich wie Kati gefühlt habe, sondern mit dem Leben haderte. Erst später fand sie, dass das Leben recht angenehm sei. Kati sei in dem Buch erwachsener als sie gewesen. Folgendes Zitat aus dem Buch: „Lebe nicht so, als hättest du 1000 Jahre vor dir. Der Tod schwebt über dir, so lange du noch lebst, so lange du noch kannst. Sei gut!“ sei jedoch Lindgrens eigenes Lebensmotto. Ursprünglich stamme es von Marcus Aurelius. Sie meine, dass man dazu bereit sein muss, dass es plötzlich zu Ende gehe. Außerdem solle man nicht zu viel Elend hinterlassen, denn die Welt müsse so später den Enkelkindern übergeben werden.

## Buchausgaben
- Kati in Amerika. (Oetinger) ISBN 3-7891-4137-2 – Erscheinungsjahr der schwedischen Originalausgabe 1951.
- Kati in Italien. (Oetinger) ISBN 3-7891-4149-6 – Erscheinungsjahr der schwedischen Originalausgabe 1952.
- Kati in Paris. (Oetinger) ISBN 3-7891-4148-8 – Erscheinungsjahr der schwedischen Originalausgabe 1953.
- Kati in Amerika. Italien, Paris. Gesamtausgabe (dtv) ISBN 3-423-70729-1.

## Kritiken
Jörg Bohn meint, dass die Bücher zu Erscheinungszeit noch als „spannend, erfrischend unkonventionell und zeitlos-modern“ aufgeführt wurden. Jedoch seien sie inzwischen etwas veraltet. Heute gäben sie „auf einer erzählerischen Reise in die Vergangenheit Auskunft über die alltäglichen Befindlichkeiten dieser Zeit“. Außerdem habe die Malerin Eva Kausche-Kongsbak die Schutzumschläge der deutschen Erstausgaben erstellt, sodass die Kati-Bände „ein insgesamt stimmiges und aus dieser Sicht auch durchaus sammelnswertes Zeitzeugnis darstellen“ würden.
Fredrik Sonck glaubt, dass die Serie als ein Zeitdokument angesehen werden sollte und aufgrund der Lindgrenschen Sprache gelesen werden solle. Es zeige auch, wie sich die Sprache verändere. Heutzutage sei das Wort Neger unaussprechlich, es sei denn, seine Verwendung werde problematisiert oder diskutiert. In den Büchern kritisiere Lindgren Wörter wie „Nigger“, „Pickaninnie“ und „Darkie“.
Allerdings benutze sie das Wort Neger viele Male. Dieses könnte heißen, dass die Konnotationen des Wortes noch nicht entstanden seien, oder sie so tief in das Wort eingebettet gewesen wären, dass die Menschen dieser Zeit sie nicht identifizieren konnten.
Jana Mikota meint, dass die Kati-Reihe nur sehr bedingt „dem tradierten Verständnis von Mädchenliteratur“ entspreche. Dem Leser begegne eine „junge Frau, die sich für Literatur, Geschichte und Politik“ interessiere. Die Mädchen seien schlagfertig und könnten über sich selbst lachen.
Gabrielle Cromme lobt, dass Lindgren mit der Kati-Reihe auf „pädagogische Indienstnahme“ verzichte. Viele andere Mädchenromane aus dieser Zeit würden versuchen die Mädchen zu erziehen. In den Kati-Büchern dominiere die Lebensfreude und Weltoffenheit.
Birgitta Theander liebt die große Lebensfreude, die in den Büchern zum Ausdruck kommt. Ihr zufolge ist der Dialog immer schnell und schön. Sie glaubt, dass sich die Leser gut in Kati einfühlen können. Die Liebesgeschichte von Kati handle von „Vergebung, Wahnsinn und Glückseligkeit“ („den är hänryckning, kval och salighet“).